# Elatostema petiolare
Elatostema petiolare es una especie de planta del género Elatostema, perteneciente a la familia Urticaceae.

## Taxonomía
Elatostema petiolare fue descrita por Wen Tsai Wang en 2014.

## Distribución
Se encuentra en el territorio sudeste de China.